# Liste des maires de Florence
Le maire de Florence (italien : Sindaco di Firenze) est une personnalité politique élue qui, avec le conseil municipal, est responsable auprès du gouvernement de la ville de Florence, en Toscane, Italie. La maire actuelle est Sara Funaro.

## Royaume d'Italie (1861-1946)

### Maire de Florence (1865-1926)
| # | #   | Nom (Naissance–Mort)                      | Période | Période | Parti politique                    |
| - | --- | ----------------------------------------- | ------- | ------- | ---------------------------------- |
|   | 1   | Luigi Guglielmo Cambray-Digny (1820–1906) | 1865    | 1867    | Sans étiquette                     |
|   | 2   | Lorenzo Ginori Lisci (1823–1878)          | 1867    | 1869    | Droite historique                  |
|   | 3   | Ubaldino Peruzzi (1822–1891)              | 1871    | 1878    | Droite historique                  |
|   | 4   | Tommaso Corsini (1835–1919)               | 1880    | 1886    | Droite historique                  |
|   | 5   | Piero Torrigiani (1846–1920)              | 1886    | 1889    | Droite historique                  |
|   | 6   | Francesco Guicciardini (1851–1915)        | 1889    | 1890    | Droite historique                  |
|   | (5) | Piero Torrigiani (1846–1920)              | 1891    | 1901    | Droite historique                  |
|   | 7   | Silvio Berti (1856–1930)                  | 1902    | 1903    | Droite historique                  |
|   | 8   | Ippolito Niccolini (1848–1919)            | 1904    | 1907    | Droite historique                  |
|   | 9   | Francesco Sangiorgi (1860–19??)           | 1907    | 1909    | Gauche historique                  |
|   | 10  | Giulio Chiarugi (1859–1944)               | 1909    | 1910    | Gauche historique                  |
|   | 11  | Filippo Corsini (1873–1926)               | 1910    | 1913    | Droite historique                  |
|   | 12  | Oronzo Bacci (1864–1917)                  | 1915    | 1917    | Droite historique (Union libérale) |
|   | 13  | Pier Francesco Serragli (18??–1938)       | 1918    | 1919    | Droite historique (Union libérale) |
|   | 14  | Antonio Garbasso (1871–1933)              | 1920    | 1927    | Parti national fasciste            |

### Potestat fasciste (1926-1943)
| # | # | Nom (Naissance–Mort)                   | Période | Période | Parti politique         |
| - | - | -------------------------------------- | ------- | ------- | ----------------------- |
|   | 1 | Antonio Garbasso (1871–1933)           | 1927    | 1928    | Parti national fasciste |
|   | 2 | Giuseppe Della Gherardesca (1876–1968) | 1928    | 1933    | Parti national fasciste |
|   | 3 | Paolo Venerosi Pesciolini (1896–1964)  | 1933    | 1943    | Parti national fasciste |
|   | 4 | Giotto Dainelli Dolfi (1878–1968)      | 1944    | 1944    | Parti national fasciste |

### Maire nommé par leCLN(1944-1946)
| # | #  | Nom (Naissance–Mort)           | Période | Période | Parti politique          |
| - | -- | ------------------------------ | ------- | ------- | ------------------------ |
|   | 15 | Gaetano Pieraccini (1864–1957) | 1944    | 1946    | Parti socialiste italien |

## République italienne (1946-présent)

### Maire de Florence (1946-présent)
| # | #  | Nom (Naissance–Mort)            | Période | Période  | Parti politique                      |
| - | -- | ------------------------------- | ------- | -------- | ------------------------------------ |
|   | 16 | Mario Fabiani (1912–1974)       | 1946    | 1951     | Parti communiste italien             |
|   | 17 | Giorgio La Pira (1904–1977)     | 1951    | 1965     | Démocratie chrétienne                |
|   | 18 | Lelio Lagorio (1925-2017)       | 1965    | 1965     | Parti socialiste italien             |
|   | 19 | Piero Bargellini (1897-1980)    | 1966    | 1967     | Démocratie chrétienne                |
|   | 20 | Luciano Bausi (1921-1995)       | 1967    | 1974     | Démocratie chrétienne                |
|   | 21 | Giancarlo Zoli (1917-2007)      | 1974    | 1974     | Démocratie chrétienne                |
|   | 22 | Elio Gabbuggiani (1925-1999)    | 1975    | 1983     | Parti communiste italien             |
|   | 23 | Alessandro Bonsanti (1904-1984) | 1983    | 1984     | Parti républicain italien            |
|   | 24 | Lando Conti (1933-1986)         | 1984    | 1985     | Parti républicain italien            |
|   | 25 | Massimo Bogianckino (1922-2009) | 1985    | 1989     | Parti socialiste italien             |
|   | 26 | Giorgio Morales (né en 1932)    | 1989    | 1995     | Parti socialiste italien             |
|   | 27 | Mario Primicerio (né en 1940)   | 1995    | 1999     | Indépendant de centre gauche         |
|   | 28 | Leonardo Domenici (né en 1955)  | 1999    | 2009     | Démocrates de gauche Parti démocrate |
|   | 29 | Matteo Renzi (né en 1975)       | 2009    | 2014     | Parti démocrate                      |
|   | 30 | Dario Nardella (né en 1975)     | 2014    | 2024     | Parti démocrate                      |
|   | 31 | Sara Funaro (née en 1976)       | 2024    | en cours | Parti démocrate                      |